# Lina Ciobanu

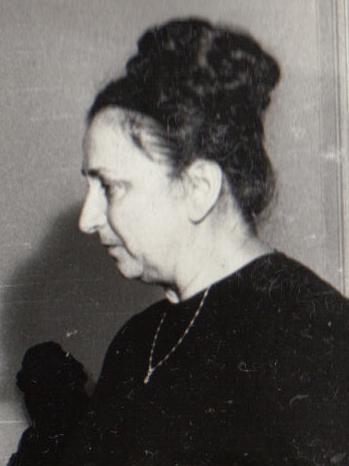
Lina Ciobanu

Lina Ciobanu (Geburtsname: Lina Gherghe; * 22. März 1929 in Potcoava, Kreis Olt) ist eine ehemalige rumänische Politikerin der Rumänischen Kommunistischen Partei PMR (Partidul Muncitoresc Român) und ab 1965 PCR (Partidul Comunist Român), die unter anderem von 1973 bis 1974 Mitglied des Exekutivkomitees und danach zwischen 1974 und 1989 Mitglied des Politischen Exekutivkomitees des Zentralkomitees (ZK) der PCR sowie 1984 für einige Monate Mitglied des Sekretariats des ZK der PCR war. Darüber hinaus war sie von 1975 bis 1984 sowie erneut 1987 Ministerin für Leichtindustrie und zwischen 1987 und 1989 Vize-Ministerpräsidentin.

## Leben

### Weberin und Parteifunktionärin in Bukarest
Lina Gherghe besuchte zwischen 1936 und 1943 die Primarschule und war danach als Weberin tätig. 1946 trat sie als Mitglied der Gewerkschaft sowie dem Progressiven Jugendverband bei. Im November 1947 wurde sie Mitglied der damaligen Kommunistischen Partei PCR (Partidul Comunist din România) und arbeitete von 1946 bis Januar 1949 in der Druckerei Pretex in Bukarest, ehe sie als Weberin in der Textilfabrik Partizanul in Bukarest arbeitete und Mitglied des Büros der dortigen Parteigrundorganisation war.
Nach einem dreimonatigen Besuch des Parteikomitees Grivița Roșie in Bukarest von Dezember 1951 bis März 1952 blieb sie dort bis 1953 als Assistentin für Parteikurse tätig, ehe sie nach dem Besuch eines Fortbildungskurses an der Parteihochschule „Ștefan Gheorghiu“ zwischen 1953 und Juni 1954 Assistentin am dortigen Lehrstuhl für Geografie war. Im Anschluss arbeitete Lina Ciobanu als Instrukteurin und danach bis 1957 als Leiterin der Abteilung für Parteiarbeit für Frauen im Stadtparteikomitee von Bukarest war. Als solche war sie zwischen 1955 und 1957 auch Mitglied des Stadtparteikomitees von Bukarest.
Nachdem Lina Ciobanu von 1957 bis 1960 ein Studium an der Parteihochschule Ștefan Gheorghiu absolviert hatte, war sie von 1960 bis 1961 erst Instrukteurin im Stadtparteikomitee von Bukarest sowie anschließend zwischen 1961 und Februar 1968 Erste Sekretärin des Parteikomitees im Bukarester Ortsteil 1 Mai. Zugleich gehörte sie in dieser Funktion zwischen 1962 und 1974 auch dem Stadtparteikomitee von Bukarest an.

### ZK-Mitglied, Abgeordnete und Vorsitzende des Nationalrates der Frauen
Lina Ciobanu wurde auf dem neunten Parteitag der PCR vom 19. bis 24. Juli 1965 zunächst Kandidatin des ZK der PCR und absolvierte 1965 einen Studiengang für allgemeine Wirtschaft am Institut für Wirtschaftsstudien in Bukarest. 1965 wurde sie erstmals Mitglied der Großen Nationalversammlung (Marea Adunare Națională) und vertrat dort bis 1975 den Wahlkreis Nr. 12 1 Mai in Bukarest sowie anschließend bis 1980 den Wahlkreis Focșani.
Sie war von Februar 1968 bis Mai 1974 Erste Sekretärin des Parteikomitees sowie Präsidentin des Exekutivkomitees des Volksrates im Sektor 2 von Bukarest, dem aus den Distrikten Colentina, Iancului, Pantelimon und Tei bestehenden zweiten Stadtbezirk Bukarests. Am 12. August 1969 wurde sie Mitglied des ZK der PCR und gehörte diesem mehr als 20 Jahre lang bis zum 22. Dezember 1989 an. Daneben war sie zwischen dem 29. Mai 1971 und 27. Februar 1974 Mitglied des Nationalrates für Demografie.
Nachdem Lina Ciobanu vom 19. Juni 1973 bis zum 28. November 1974 Mitglied des Exekutivkomitees des ZK war, wurde sie am 28. November 1974 Mitglied des Politischen Exekutivkomitees des ZK der PCR, dem sie ebenfalls bis zum 22. Dezember 1989 angehörte. Währenddessen war sie vom 27. Februar 1974 bis zum 22. Dezember 1989 auch Vizepräsidentin des Nationalrates für Demografie und fungierte ferner von Mai 1974 bis 1977 auch als Präsidentin des Nationalrates der Frauen (Comisiei Naționale al Femeilor).

### Ministerin, ZK-Sekretärin, Gewerkschaftsvorsitzende und Vize-Ministerpräsidentin
Am 29. September 1975 übernahm sie das Amt der Ministerin für Leichtindustrie (Ministrul Industriei Ușoare) und bekleidete dieses Ministeramt bis zum 30. Januar 1984. Während dieser Zeit war sie seit dem 27. März 1980 auch Mitglied des Büros der Kommission für Probleme bei der Organisation von Partei, Staat, Massenorganisationen des ZK der PCR.
Lina Ciobanu war ferner vom 22. März bis zum 24. September 1984 auch Mitglied des Sekretariats des ZK der PCR und wurde am 24. Februar 1984 Präsident des Zentralrates der Generalunion der Gewerkschaften UGSR (Uniunii Generale a Sindicatelor din România), des Dachverbandes der rumänischen Gewerkschaften, den sie bis zum 5. Februar 1987 leitete.
Nachdem sie zwischen dem 5. Februar und dem 14. September 1987 abermals Ministerin für Leichtindustrie war, wurde sie Vize-Ministerpräsidentin (Viceprim-Ministru al Guvernului) und gehörte der Regierung in dieser Funktion bis zum 22. Dezember 1989 an. Zugleich fungierte sie im Oktober 1987 auch als Präsidentin des Obersten Gesundheitsrates (Consiliului Sanitar Superior) und war 1988 auch Mitglied der Zentralkommission für die territoriale und lokale Systematisierung und Verbesserung der Organisation in der Führung der Landwirtschaft.
1980 wurde sie wieder zum Mitglied der Nationalversammlung gewählt und vertrat dort bis 1985 den Wahlkreis Dorohoi sowie anschließend bis zur Revolution 1989 den Wahlkreis Nr. 7 Pașcani.

## Ehrungen und Auszeichnungen
Für ihre langjährigen Verdienste wurde Lina Ciobanu mehrfach ausgezeichnet und erhielt unter anderem 1961 den Orden der Arbeit Dritter Klasse (Ordinul Muncii), 1964 den Orden 23. August Vierter Klasse (Ordinul 23. August), 1965 den Stern der Sozialistischen Republik Rumänien Vierter Klasse (Ordinul Steaua Republicii Socialiste România), 1966 den Orden Tudor Vladimirescu Fünfter Klasse (Ordinul Tudor Vladimirescu), 1971 den Stern der Sozialistischen Republik Rumänien Dritter Klasse, 1974 den Orden der Arbeit Zweiter Klasse sowie 1979 den Orden der Arbeit Erster Klasse.